# مالکوم ای. مک‌اینتایر
مالکوم ای. مک‌اینتایر (انگلیسی: Malcolm A. MacIntyre; ۲۸ ژانویهٔ ۱۹۰۸ – ۶ مهٔ ۱۹۹۲) افسر (ارتش)، وکیل، و بازیکن لاکراس اهل ایالات متحده آمریکا بود.
وی همچنین برندهٔ جوایزی همچون بورسیه رودز شده‌است.